# ムスハヤ山
ムスハヤ山（ロシア語：Мус-Хая、サハ語：МуусХайа ）は、ロシア、サハ共和国の最高峰で、
スンルンハヤタ山脈に属する。最高地点は2959m。
北極圏から南に485km、オイミャコンから南西に135km地点に位置する。
「ムスハヤ」とはサハ語で「氷山」を意味する。